# العارضة (إب)

تعديل مصدري - تعديل

العارضة هي إحدى قرى عزلة حرد بمديرية إب التابعة لمحافظة إب، بلغ تعداد سكانها 888 نسمة حسب تعداد اليمن لعام 2004.